# Staurogyne anomala
Staurogyne anomala är en akantusväxtart som beskrevs av Cornelis Eliza Bertus Bremekamp. Staurogyne anomala ingår i släktet Staurogyne och familjen akantusväxter. Inga underarter finns listade i Catalogue of Life.